# ブリストル プリエ モノプレーン

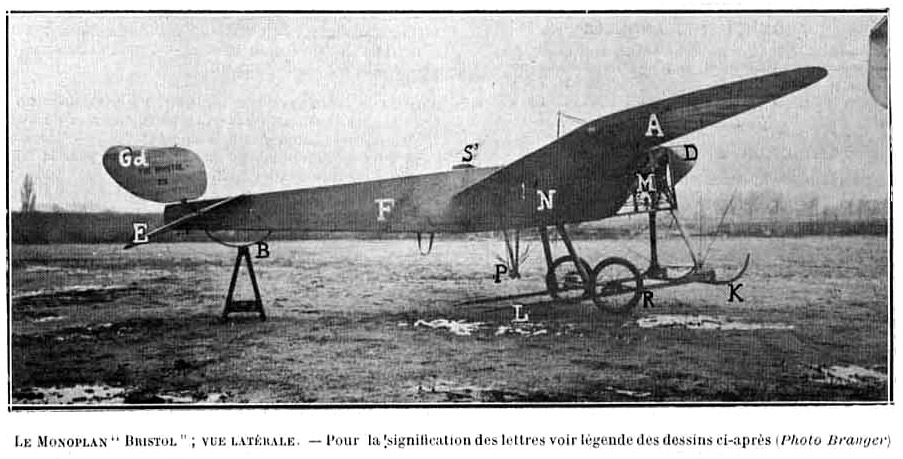
Bristol Prier monoplane

ブリストル プリエ モノプレーン (Bristol Prier monoplane)は、1911年にピエール・プリエ(Pierre Prier)の設計で、ブリストル飛行機が製作した航空機である。多くの単座型、複座型のモデルが作られた。高翼で張線構造で、全動式尾翼を持ち、ロール方向の操縦はたわみ翼によってなされた。多くの機体は練習機、競技機として使われ、何機かは軍用に用いられた。2機の複座型がトルコ政府に購入され、複座型の1機はブルガリア政府に購入され、1912年9月に引き渡された。バルカン戦争の間にロンドンの新聞社のハーバート・ウィルキンスを載せて飛行し、映画を撮るのに用いられた。

## スペック (P-1)
- 全長： 7.47 m
- 全幅： 9.2 m
- 全高： 2.97 m
- 全備重量： 372 kg
- エンジン： ノーム 50 hp (37 kW)
- 最大速度： 109 km/h
- 乗員： 1名